# Großherzoglich-Toscanischer Militär-Verdienst-Orden

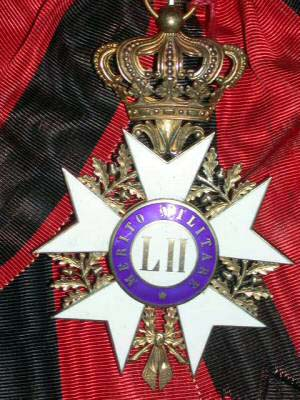
Militär-Verdienst-Orden

Der Großherzoglich-Toscanischer Militärverdienstorden (italienisch Ordine del merito militare) ist ein Militärverdienstorden des Großherzogtums Toskana und wurde als Ritterorden für Treue und Tapferkeit am 19. Dezember 1853 von Großherzog Leopold II. in drei Klassen gestiftet. 
Nach der Annexion der Toskana durch das Königreich Sardinien 1859 wurde der Orden noch mehrere Male verliehen und 1861 in Ordine del merito militare e civile umbenannt und in den fünf Klassen der Ehrenlegion verliehen.

## Ordensdekoration
Das Ordenszeichen ist ein fünfarmiges weiß-emailliertes Kreuz mit einem runden mittig gestellten Medaillon. Das Medaillon ist durch einen blauen emaillierten Ring beidseitig gefasst. Eine Inschrift auf beiden Seiten der Einfassung in goldenen Buchstaben MERITO MILITARE (Militärverdienst).
Die Vorderseite zeigt die Stifterinitialen L II (Leopoldo II) und die Rückseite die Jahreszahl 1853.
Das Kreuz der Ritter I. und II. Klasse war aus Gold, das der in III. Klasse aus Silber. Zwischen den Ordenskreuzarmen windet sich ein Lorbeer um die Kreuzarme. Über den nach oben gerichteten Kreuzarm ist eine Krone.

## Ordensband
Das Ordensband ist rot mit schwarzen Seitenstreifen. Die Ritter der I. Klasse trugen den Orden um den Hals, die anderen auf der linken Brustseite.